# Fortificações do Cabo de Santo Agostinho
As Fortificações no Cabo de Santo Agostinho localizavam-se sobre a barra do cabo de Santo Agostinho, no litoral sul do atual estado de Pernambuco, no Brasil.

## História
No contexto da segunda das Invasões holandesas do Brasil (1630-1654), além do Forte do Pontal de Nazaré, do Reduto de Nossa Senhora de Nazaré e do Forte Ghijsselingh, outras fortificações portuguesas e neerlandesas foram erguidas na região:

### Forte Thyszoon e Reduto da praia no cabo de Santo Agostinho
Sobre a praia na ilha denominada de Walcheren, ao sul do Forte do Pontal teria existido este pequeno forte de faxina e terra, apoiado por um Reduto, para complemento da sua defesa (BARRETTO, 1958:156).
Parece mais correto tratar-se de algumas das pequenas estruturas de campanha, erguidas na ofensiva de 1634 pelos neerlendeses, sobre a praia, vizinhas ao Forte Ghijsselingh na ilha que denominaram Walcheren, essa sim ao sul do pontal, como figurado no mapa "Caertien vande Cabo st. Augustin en t'Eylant nu genaemt Walcheren", de 1634 (REIS, 2000:113). Esse mapa mostra um forte de planta poligonal quadrangular com baluartes nos vértices, ladeado por um reduto de planta quadrangular, em frente à barreta ou barratinga - abertura no recife de pedra que permitia o acesso de embarcações de menor calado. Esse raciocínio aponta para o entrincheiramento de campanha erguido em 1634, por Domingos Fernandes Calabar (1609-1635), a serviço das forças neerlandesas, quando do assédio e conquista do Cabo de Santo Agostinho, denominado de Forte Thyszoon (BARRETTO, 1958:152).

### Reduto do Pontal
Sobre o Reduto do Pontal, Maurício de Nassau, no seu "Breve Discurso" de 14 de Janeiro de 1638, sob o tópico "Fortificações", reporta:
"O reduto do Pontal, que mantivemos sempre contra toda a força do inimigo, está agora de tal modo destruído pelo mar, que um dos lados caiu e o mar o levou, e todo o esforço que se tem feito com a construção de sapatas para conservá-lo tem sido inútil."
Esse reduto talvez possa ser a estrutura identificada por BARLÉU (1974) como Fortim de Domburg: "(...) Diante dele [do Forte Van der Dussen] estende-se o fortim de Domburg contra os assaltos súbitos do inimigo." (op. cit., p. 144)

### Forte Velho e Reduto no cabo de Santo Agostinho
Localizavam-se à margem esquerda do rio Moqueripe, ao sul do cabo de Santo Agostinho.
No mesmo contexto, este pequeno forte de campanha, em faxina e terra, conhecido como Forte Velho, era apoiado por um Reduto, para complemento da sua defesa (BARRETTO, 1958:152).

### Bateria e Reduto holandeses da barra do cabo de Santo Agostinho
Localizavam-se sobre a barra do cabo de Santo Agostinho.
Constituíam-se numa pequena arquitectura e um reduto de campanha em alvenaria de pedra, levantados por forças neerlandesas nas vizinhanças do Forte do Pontal.
A seu respeito, Nassau, no "Breve Discurso", sob o tópico "Fortificações", comenta:
"(...) a bateria sobre a barra, que aí sempre existiu. É verdade que esta bateria não poderia ser defendida, se algum inimigo desembarcasse com bastante poder: é aberta por trás e não pode ser fechada, de modo que o inimigo poderia chegar até aí encobertamente, porque esta bateria fica abaixo de dois montes altos, donde se pode fazer fogo com mosquetes diretamente contra ela, e não é possível livrá-la desse perigo por meio de uma muralha, por muito alta que se a faça. Para defender a mesma bateria há somente um reduto, que fica sobre o mais meridional daqueles dois montes [padrastos à bateria da barra], donde se faz fogo contra o outro, e assim se defende de algum modo a bateria da barra."
O "Relatório sobre o estado das Capitanias conquistadas no Brasil", de autoria de Adriano do Dussen, datado de 4 de Abril de 1640, complementa:
"(...) a bateria ao pé do morro, na barra ou entrada do porto, construída de pedra, muito boa e segura para castigar os navios que entrarem, mas é aberta por detrás e não pode ser fechada de modo a oferecer aos que estejam no interior dela, garantia e cobertura, em consequência de dois altos morros abaixo dos quais está. Aí se encontram 3 peças de ferro de 4 libras."
BARLÉU (1974) transcreve a informação:
"(...) Na entrada da barra, ao sopé do monte, há uma bateria de mármore, com três canhões e muito conveniente para impedir a aproximação das naus. É aberta pelo lado de trás e não se poderá fechar por aí por causa dos morros bastante elevados e de uma e de outra banda, dos quais está muito próxima." (op. cit., p. 144)
No século XVIII, o Governador e Capitão-general da Capitania de Pernambuco, Luís Diogo Lobo da Silva, reforçou as fortificações do litoral pernambucano tendo erguido trincheiras e redutos no Cabo de Santo Agostinho, inclusive reedificada a fortificação de Nazaré no outeiro ("Trincheiras e Redutos, que se fizeram por ordem do Ilmo. e Exmo. Sr. Luís Diogo Lobo da Silva, Governador e Capitão General das Capitanias de Pernambuco, desde antes de chegar ao Reduto de S. Francisco Xavier do Gaibú, até ao monte de Nossa Senhora de Nazaré, ficando dentro das ditas trincheiras e redutos que se fizeram, a ponta do Charco, [a] enseada da Calheta, seu Reduto em cima do monte (...) tudo feito na presença do mesmo senhor (...); c. 1762". Arquivo Histórico Ultramarino, Lisboa) (IRIA, 1966:55-56, 58).